# Austin (Québec)
Austin è un comune del Canada, situato nella provincia del Québec, nella regione di Estrie.